# Football League One 2022-2023
La EFL League One 2022-2023, conosciuta anche con il nome di Sky Bet League One per motivi di sponsorizzazione, è stato il 96º campionato inglese di calcio di terza divisione, nonché il 19º con la denominazione di League One. La stagione regolare ha avuto inizio il 30 luglio 2022 e si è conclusa il 7 maggio 2023, mentre i play off si sono svolti tra il 12 ed il 29 maggio 2023. Ad aggiudicarsi la vittoria è stato per la quinta volta il Plymouth Argyle. Il successo, arrivato a diciannove anni di distanza dall'ultimo, ha garantito al club biancoverde il ritorno in Championship dopo quattordici stagioni di assenza ed il primato di titoli nella categoria. Le altre due promozioni nella serie superiore sono state invece conseguite da due società di grande blasone: l'Ipswich Town (2º classificato) e lo Sheffield Wednesday (vincitore dei play off).
La classifica dei marcatori è stata vinta da Conor Chaplin (Ipswich Town) e Jonson Clarke-Harris (Peterborough United) con 26 reti a testa.

## Stagione

### Novità
Al termine della stagione precedente sono saliti direttamente in Championship il Wigan (al quarto successo nella competizione) ed il Rotherham Utd, che sono arrivati rispettivamente 1° e 2° al termine della stagione regolare, mentre il Sunderland, piazzatosi 5°, è riuscito a raggiungere la promozione attraverso i play-off. 
Il Gillingham (21°), il Doncaster (22°), l'AFC Wimbledon (23°) ed il Crewe Alexandra (24°) non sono riusciti, invece, a mantenere la categoria e sono retrocessi in League Two.
Queste sette squadre sono state rimpiazzate dalle tre retrocesse dalla Championship: Peterborough United, Derby County (che scende dopo ben 37 anni nel terzo livello del calcio inglese) e Barnsley e dalle quattro promosse provenienti dalla League Two: Forest Green Rovers (al debutto in un torneo di terza divisione), Exeter City (risalito nella categoria dopo undici anni di assenza), Bristol Rovers e Port Vale.

### Formula
Le prime due classificate, più la vincente dei play off tra le squadre giunte dal 3º al 6º posto, vengono promosse in Championship, mentre le ultime quattro classificate retrocedono in League Two.

## Squadre partecipanti
| Squadra             | Città                    | Stadio                       | Stagione precedente                              |
| ------------------- | ------------------------ | ---------------------------- | ------------------------------------------------ |
| Accrington Stanley  | Accrington               | Crown Ground                 | 12º posto in EFL League One                      |
| Barnsley            | Barnsley                 | Oakwell Stadium              | 24º posto in EFL League Championship, retrocesso |
| Bolton              | Bolton                   | University of Bolton Stadium | 9º posto in EFL League One                       |
| Bristol Rovers      | Bristol                  | Memorial Stadium             | 3º posto in EFL League Two, promosso             |
| Burton Albion       | Burton upon Trent        | Pirelli Stadium              | 16º posto in EFL League One                      |
| Cambridge Utd       | Cambridge                | Abbey Stadium                | 14º posto in EFL League One                      |
| Charlton            | Londra (Charlton)        | The Valley                   | 13º posto in EFL League One                      |
| Cheltenham Town     | Cheltenham               | Whaddon Road                 | 15º posto in EFL League One                      |
| Derby County        | Derby                    | Pride Park Stadium           | 23º posto in EFL League Championship, retrocesso |
| Exeter City         | Exeter                   | St James Park                | 2º posto in EFL League Two, promosso             |
| Fleetwood Town      | Fleetwood                | Highbury Stadium             | 20º posto in EFL League One                      |
| Forest Green        | Nailsworth               | The New Lawn                 | 1º posto in EFL League Two, promosso             |
| Ipswich Town        | Ipswich                  | Portman Road                 | 11º posto in EFL League One                      |
| Lincoln City        | Lincoln                  | Sincil Bank                  | 17º posto in EFL League One                      |
| MK Dons             | Milton Keynes            | Stadium MK                   | 3º posto in EFL League One                       |
| Morecambe           | Morecambe                | Globe Arena                  | 19º posto in EFL League One                      |
| Oxford Utd          | Oxford                   | Kassam Stadium               | 8º posto in EFL League One                       |
| Peterborough United | Peterborough             | London Road Stadium          | 24º posto in EFL League Championship, retrocesso |
| Plymouth            | Plymouth                 | Home Park                    | 7º posto in EFL League One                       |
| Portsmouth          | Portsmouth               | Fratton Park                 | 10º posto in EFL League One                      |
| Port Vale           | Stoke-on-Trent (Burslem) | Vale Park                    | 5º posto in EFL League Two, promosso             |
| Sheffield Weds      | Sheffield                | Hillsborough Stadium         | 4º posto in EFL League One                       |
| Shrewsbury Town     | Shrewsbury               | New Meadow                   | 18º posto in EFL League One                      |
| Wycombe             | High Wycombe             | Adams Park                   | 6º posto in EFL League One                       |

## Allenatori e primatisti
| Squadra            | Manager                                                                                   | Calciatore più presente (tra parentesi il numero delle presenze) | Cannoniere (tra parentesi il numero dei gol) |
| ------------------ | ----------------------------------------------------------------------------------------- | ---------------------------------------------------------------- | -------------------------------------------- |
| Accrington Stanley | John Coleman                                                                              | Shaun Whalley (42)                                               | Tommy Leigh (7)                              |
| Barnsley           | Michael Duff                                                                              | Devante Cole, Liam Kitching (45)                                 | Devante Cole (15)                            |
| Bolton             | Ian Evatt                                                                                 | James Trafford (45)                                              | Dion Charles (16)                            |
| Bristol Rovers     | Joey Barton                                                                               | Aaron Collins (46)                                               | Aaron Collins (16)                           |
| Burton Albion      | Jimmy Floyd Hasselbaink (1ª-7ª) Dino Maamria (8ª-46ª)                                     | John Brayford (43)                                               | Victor Adeboyejo (11)                        |
| Cambridge Utd      | Mark Bonner                                                                               | Paul Digby (46)                                                  | Sam Smith (13)                               |
| Charlton           | Ben Garner (1ª-20ª) Anthony Hayes (21ª) Dean Holden (22ª-46ª)                             | George Dobson (45)                                               | Jesuran Rak-Sakyi (15)                       |
| Cheltenham Town    | Wade Elliott                                                                              | Luke Southhwood (46)                                             | Alfie May (20)                               |
| Derby County       | Liam Rosenior (1ª-9ª) Paul Warne (10ª-46ª)                                                | Joe Wildsmith (46)                                               | David McGoldrick (22)                        |
| Exeter City        | Matt Taylor (1ª-11ª) Kevin Nicholson e Jon Hill (12ª-15ª) Gary Caldwell (16ª-46ª)         | Archie Collins (45)                                              | Sam Nombe (15)                               |
| Fleetwood Town     | Scott Brown                                                                               | Jay Lynch (45)                                                   | Jack Marriott (8)                            |
| Forest Green       | Ian Burchnall (1ª-28ª) Duncan Ferguson (29ª-46ª)                                          | Corey O'Keeffe (41)                                              | Connor Wickham (6)                           |
| Ipswich Town       | Kieran McKenna                                                                            | Christian Walton, Freddie Ladapo (46)                            | Conor Chaplin (26)                           |
| Lincoln City       | Mark Kennedy                                                                              | Regan Poole (45)                                                 | Ben House (12)                               |
| MK Dons            | Liam Manning (1ª-20ª) Dean Lewington (21ª) Mark Jackson (22ª-46ª)                         | Jamie Cumming (46)                                               | Mohamed Eisa (11)                            |
| Morecambe          | Derek Adams                                                                               | Connor Ripley (46)                                               | Cole Stockton (11)                           |
| Oxford Utd         | Karl Robinson (1ª-34ª) Craig Short e Leon Blackmore-Such (35ª-36ª) Liam Manning (37ª-46ª) | Cameron Brannagan, Ciaron Brown, Marcus McGuane (44)             | Cameron Brannagan, Kyle Joseph (9)           |
| Peterborough Utd   | Grant McCann (1ª-24ª) Darren Ferguson (25ª-46ª)                                           | Jonson Clarke-Harris (46)                                        | Jonson Clarke-Harris (26)                    |
| Plymouth           | Steven Schumacher                                                                         | Ryan Hardie, Jordan Houghton (44)                                | Ryan Hardie (13)                             |
| Portsmouth         | Danny Cowley (1ª-22ª) Simon Bassey (23ª) John Mousinho (24ª-46ª)                          | Colby Bishop (46)                                                | Colby Bishop (20)                            |
| Port Vale          | Darrell Clarke (1ª-42ª) Andy Crosby (43ª-46ª)                                             | Nathan Smith (45)                                                | Ellis Harrison (11)                          |
| Sheffield Weds     | Darren Moore                                                                              | Liam Palmer (44)                                                 | Michael Smith (16)                           |
| Shrewsbury Town    | Steve Cotterill                                                                           | Cheyenne Dunkley, Luke Leahy (46)                                | Luke Leahy (9)                               |
| Wycombe            | Gareth Ainsworth (1ª-31ª) Matt Bloomfield (32ª-46ª)                                       | Lewis Wing (44)                                                  | Anis Mehmeti, Lewis Wing (9)                 |

## Classifica
|  | Pos. | Squadra            | Pt  | G  | V  | N  | P  | GF  | GS | DR  |
|  | ---- | ------------------ | --- | -- | -- | -- | -- | --- | -- | --- |
|  | 1.   | Plymouth           | 101 | 46 | 31 | 8  | 7  | 82  | 47 | +35 |
|  | 2.   | Ipswich Town       | 98  | 46 | 28 | 14 | 4  | 101 | 35 | +66 |
|  | 3.   | Sheffield Weds     | 96  | 46 | 28 | 12 | 6  | 81  | 37 | +44 |
|  | 4.   | Barnsley           | 86  | 46 | 26 | 8  | 12 | 80  | 47 | +33 |
|  | 5.   | Bolton             | 81  | 46 | 23 | 12 | 11 | 62  | 36 | +26 |
|  | 6.   | Peterborough Utd   | 77  | 46 | 24 | 5  | 17 | 75  | 54 | +21 |
|  | 7.   | Derby County       | 76  | 46 | 21 | 13 | 12 | 67  | 46 | +21 |
|  | 8.   | Portsmouth         | 70  | 46 | 17 | 19 | 10 | 61  | 50 | +11 |
|  | 9.   | Wycombe            | 69  | 46 | 20 | 9  | 17 | 59  | 51 | +8  |
|  | 10.  | Charlton           | 62  | 46 | 16 | 14 | 16 | 70  | 66 | +4  |
|  | 11.  | Lincoln City       | 62  | 46 | 14 | 20 | 12 | 47  | 47 | 0   |
|  | 12.  | Shrewsbury Town    | 59  | 46 | 17 | 8  | 21 | 52  | 61 | -9  |
|  | 13.  | Fleetwood Town     | 58  | 46 | 14 | 16 | 16 | 53  | 51 | +2  |
|  | 14.  | Exeter City        | 56  | 46 | 14 | 12 | 20 | 64  | 68 | -4  |
|  | 15.  | Burton Albion      | 56  | 46 | 15 | 11 | 20 | 57  | 79 | -22 |
|  | 16.  | Cheltenham Town    | 54  | 46 | 14 | 12 | 20 | 45  | 61 | -16 |
|  | 17.  | Bristol Rovers     | 53  | 45 | 14 | 11 | 21 | 58  | 73 | -15 |
|  | 18.  | Port Vale          | 49  | 46 | 13 | 10 | 23 | 48  | 71 | -23 |
|  | 19.  | Oxford Utd         | 47  | 46 | 11 | 14 | 21 | 49  | 56 | -7  |
|  | 20.  | Cambridge Utd      | 46  | 46 | 13 | 7  | 26 | 41  | 68 | -27 |
|  | 21.  | MK Dons            | 45  | 46 | 11 | 12 | 23 | 44  | 66 | -22 |
|  | 22.  | Morecambe          | 44  | 46 | 10 | 14 | 22 | 47  | 78 | -31 |
|  | 23.  | Accrington Stanley | 44  | 46 | 11 | 11 | 24 | 40  | 77 | -37 |
|  | 24.  | Forest Green       | 27  | 46 | 6  | 9  | 31 | 31  | 89 | -58 |

Legenda:
      Promosso in Football League Championship 2023-2024.
  Partecipa ai play-off.
      Retrocesso in Football League Two 2023-2024.
Regolamento:
Tre punti a vittoria, uno a pareggio, zero a sconfitta.
In caso di arrivo di due o più squadre a pari punti, la graduatoria verrà stilata secondo i seguenti criteri:
- differenza reti
- maggior numero di gol segnati
- classifica avulsa
- maggior numero di vittorie
- maggior numero di gol segnati in trasferta
- fair play
- spareggio

## Spareggi

### Play-off

#### Tabellone
|  | Semifinali | Semifinali               | Semifinali | Semifinali | Semifinali |  |  | Finale | Finale               | Finale |  |
|  |            |                          |            |            |            |  |  |        |                      |        |  |
|  | 6          | Peterborough Utd         | 4          | 1          | 5          |  |  |        |                      |        |  |
|  | 3          | Sheffield Weds (5-3 dcr) | 0          | 5          | 5          |  |  | 3      | Sheffield Weds (dts) | 1      |  |
|  | 5          | Bolton                   | 1          | 0          | 1          |  |  | 4      | Barnsley             | 0      |  |
|  | 4          | Barnsley                 | 1          | 1          | 2          |  |  |        |                      |        |  |

#### Semifinali
|                     | Risultati         |                     | Luogo e data                 |
| ------------------- | ----------------- | ------------------- | ---------------------------- |
| Peterborough United | 4-0               | Sheffield Wednesday | Peterborough, 12 maggio 2023 |
| Sheffield Wednesday | 5-1 dts (5-3 dcr) | Peterborough United | Sheffield, 18 maggio 2023    |
|                     |                   |                     |                              |
| Bolton Wanderers    | 1-1               | Barnsley            | Bolton, 13 maggio 2023       |
| Barnsley            | 1-0               | Bolton Wanderers    | Barnsley, 19 maggio 2023     |
|                     |                   |                     |                              |

#### Finale
|                     | Risultato |          | Luogo e data                     |
| ------------------- | --------- | -------- | -------------------------------- |
| Sheffield Wednesday | 1-0 dts   | Barnsley | Londra (Wembley), 29 maggio 2023 |
|                     |           |          |                                  |

## Statistiche

### Squadre

#### Primati stagionali
Squadre
- Maggior numero di vittorie: Plymouth Argyle (31)
- Minor numero di vittorie: Forest Green Rovers (6)
- Maggior numero di pareggi: Lincoln City (20)
- Minor numero di pareggi: Peterborough United  (5)
- Maggior numero di sconfitte: Forest Green Rovers (31)
- Minor numero di sconfitte: Ipswich Town (4)
- Miglior attacco: Ipswich Town (101 gol fatti)
- Peggior attacco: Forest Green Rovers (31 gol fatti)
- Miglior difesa: Ipswich Town (35 gol subiti)
- Peggior difesa: Forest Green Rovers (89 gol subiti)
- Maggior numero di clean sheet: Sheffield Wednesday (23)
- Minor numero di clean sheet: Forest Green Rovers (4)
- Miglior differenza reti: Ipswich Town (+66)
- Peggior differenza reti: Forest Green Rovers (-58)
- Maggior numero di vittorie consecutive: Ipswich Town (8, 33ª-35ª, recupero 29ª, 36ª-37ª, 39ª-40ª giornata)
- Maggior numero di sconfitte consecutive: Exeter City (6, 40ª-45ª giornata)
- Miglior sequenza di risultati utili: Sheffield Wednesday (23, 13ª-25ª, 27ª-28ª, 30ª-37ª giornata)
- Peggior sequenza di risultati negativi: Oxford United (18, 28ª, recupero 26ª, 29ª, recupero 21ª, 30ª-37ª, 39ª-44ª giornata)

Partite
- Partita con più reti: Bristol Rovers-Lincoln City 3-6 (9, 10ª giornata)
- Partita con maggiore scarto di gol: Charlton Athletic-Shrewsbury Town 6-0 (6, 39ª giornata), Ipswich Town-Charlton Athletic 6-0 (6, 42ª giornata), Ipswich Town-Exeter City 6-0 (6, 45ª giornata)

### Individuali

#### Classifica marcatori
| Gol | Rigori |  | Giocatore            | Squadra             |
| --- | ------ |  | -------------------- | ------------------- |
| 26  |        |  | Conor Chaplin        | Ipswich Town        |
| 26  | 5      |  | Jonson Clarke-Harris | Peterborough Utd    |
| 22  | 4      |  | David McGoldrick     | Derby County        |
| 20  | 5      |  | Colby Bishop         | Portsmouth          |
| 20  |        |  | Alfie May            | Cheltenham Town     |
| 17  | 1      |  | Freddie Ladapo       | Ipswich Town        |
| 16  | 6      |  | Dion Charles         | Bolton Wanderers    |
| 16  |        |  | Aaron Collins        | Bristol Rovers      |
| 16  | 6      |  | Michael Smith        | Sheffield Wednesday |
| 15  |        |  | Devante Cole         | Barnsley            |
| 15  | 2      |  | Sam Nombe            | Exeter City         |
| 15  |        |  | Jesuran Rak-Sakyi    | Charlton Athletic   |